# Tryphon nigrinus
Tryphon nigrinus är en stekelart som beskrevs av Carl Gustav Alexander Brischke 1871. Tryphon nigrinus ingår i släktet Tryphon och familjen brokparasitsteklar. Inga underarter finns listade i Catalogue of Life.